# Iglesia de San Martín de Bertrans
La iglesia de San Martín de Bertrans es un edificio religioso del municipio de San Mateo de Bages y perteneciente a la comarca catalana del Bages en la provincia de Barcelona. Es una iglesia románica incluida en el Inventario del Patrimonio Arquitectónico de Cataluña y protegida como Bien Cultural de Interés Local.

## Descripción

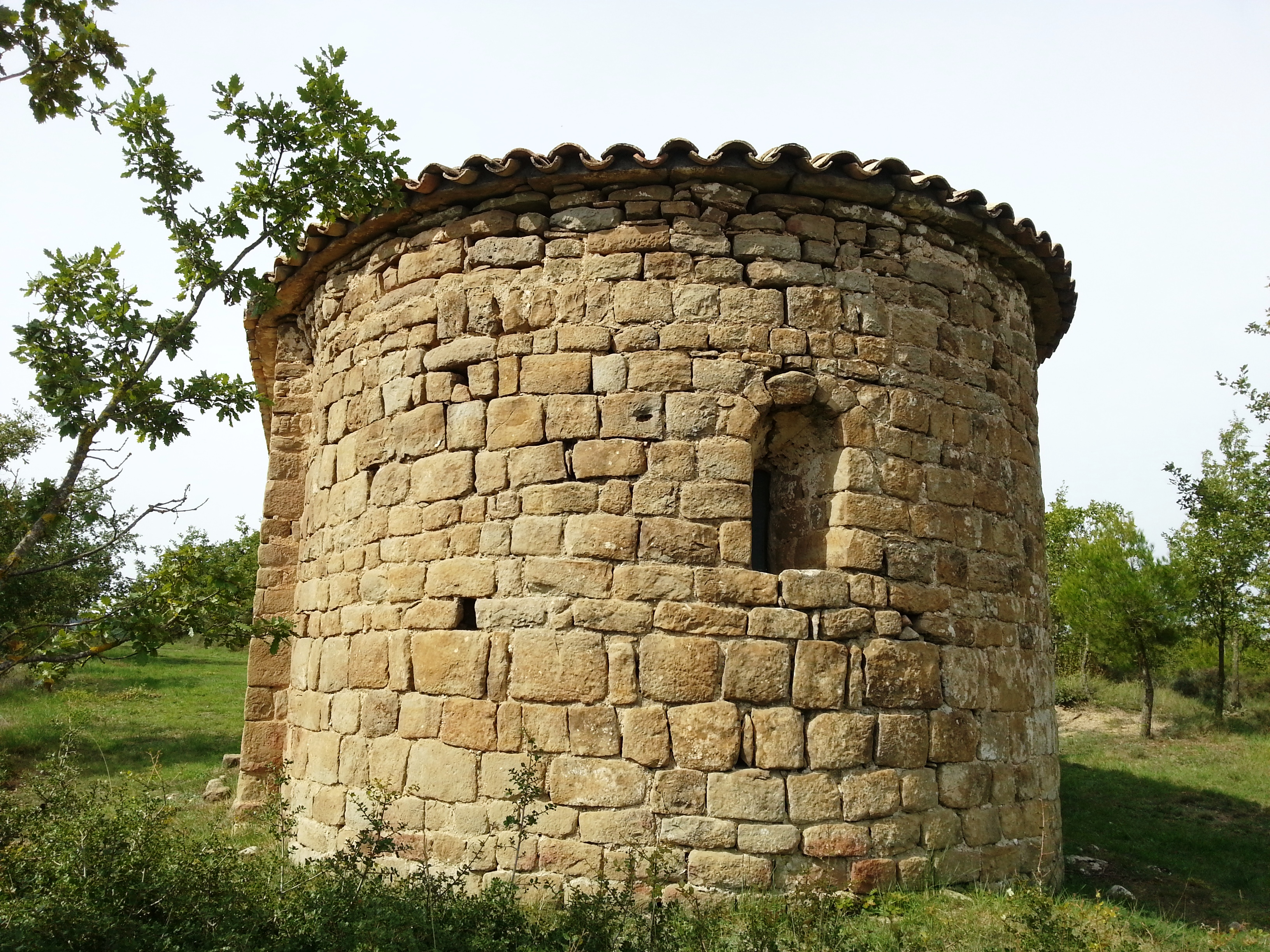
Ábside visto por la parte exterior de la iglesia de San Martín de Bertrans.

## Historia
La iglesia de San Martín de Bertrans aparece mencionada por primera vez en el 1428. Se trata de edificio pequeño religioso conservado cerca de la masía de Prat Barrina.

### Arquitectura
Consta de una planta rectangular con un ábside liso semicircular. La fachada tiene un portal con arco adintelado, un óculo encima y una ventana en cruz en la parte superior; termina con un campanario de espadaña simple de una sola abertura. 
El interior está todo él enyesado. Encontramos un arco triunfal y bóveda apuntados. El ábside está tapado por un tabique que hace de soporte a una pintura de San Martín de Tous y a un retablo.